# Claes Jansz Visscher
Claes Janszoon Visscher,   detto anche Nicolas Janszoon Visscher o Nicolaum Johannis Pescatorem (Amsterdam, 1586 – Amsterdam, 19 giugno 1652), è stato un editore, incisore, disegnatore e cartografo olandese del secolo d'oro.

## Biografia

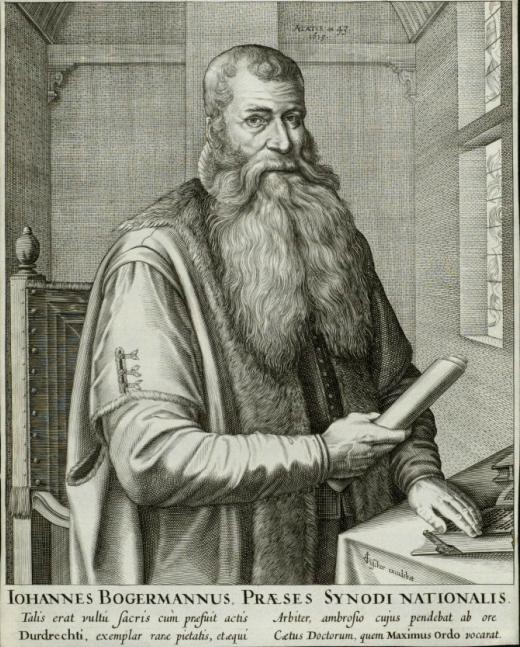
Ritratto di Johannes Bogerman

Figlio di Jan Claesz Visscher, un incisore ed editore di Amsterdam, padre di Nicolaes e nonno di Nicolaes II, fu attivo nella sua città natale dal 1601 fino al 1652. 
Il 9 ottobre 1608 sposò Neeltje Florisdr..
Nel 1605 lavorò come incisore per l'editore di Amsterdam Willem Jansz. Blaeu, realizzando tra l'altro alcune vedute dei più importanti monumenti di Amsterdam, e per Theodoor Galle. Queste vedute di Amsterdam furono, in seguito, inserite dal Blaeu nella prima edizione in olandese del libro di Lodovico Guicciardini Descrittione di tutti i Paesi Bassi, libro che descrisse per la prima volta i Paesi Bassi, sia da un punto di vista geografico che economico e culturale.  Molto presto però, Visscher iniziò a pubblicare stampe di propria fattura, caratterizzate dal logo detto La firma del Pescatore, riferimento al suo nome, sia da artisti olandesi contemporanei che non. Immagazzinò, inoltre, stampe, acquisendo su larga scala lastre di rame da altri editori e stampatori, non solo prodotte da artisti viventi, ma anche vecchie tavole da Maarten van Heemskerck e altri noti pittori, prodotte da Hieronymus Cock e dai suoi successori. Contribuì, in questo modo, a costituire una delle più importanti case editrici dell'epoca.
Rappresentò soggetti religiosi, paesaggi, in particolare invernali, e architetture, e realizzò stampe di devozione.  Realizzò stampe da disegni di artisti come David Vinckboons e mappe. Nonostante la più importante pubblicazione dell'epoca, la Bibbia, nella versione autorizzata nei Paesi Bassi, fosse senza illustrazioni, Visscher, come pure altri editori dell'epoca, realizzarono stampe, che, inizialmente separate dal testo religioso, vi furono in seguito incorporate.
Collaborò con Pieter Hendricksz Schut a partire dal 1635. Subì la sua influenza Salom Italia.

## Opere
- La casa di campagna con frutteto di Jan Deyman, disegno preparatorio per incisione, penna marrone e acquerello grigio, 14,4 x 19,1 cm, Rijksmuseum, Amsterdam[4]
- La casa di campagna con frutteto di Jan Deyman, incisione, 150 x 208 mm, 1608-1609, Rijksmuseum, Amsterdam[5]
- La casa di campagna di Jan Deyman, disegno, penna marrone sopra schizzo in gesso nero, 108 x 164 mm, Rijksmuseum, Amsterdam[1]
- Paesaggio, disegno su carta, penna, inchiostro marrone e acquerello grigio, 120 x 183 mm, Fitzwilliam Museum, Cambridge[6]
- Leo Belgicus, acquaforte e incisione colorata, 470 x 572 mm, 1609, Stichting Atlas van Stolk, Rotterdam[7]
- Rovine dell'Huis te Kleef, incisione, 102 x 156 mm, 1611-1612, Museum of Fine Arts, Boston[1]
- Emblema dal Sinnepoppen di Roemer Visscher, incisione, 1614, Universiteits-Bibliotheek, Amsterdam[8]
- Il tributo, incisione da Peter Paul Rubens, 402 x 503 mm, 1612 circa, Teylers Museum, Haarlem[9]